# Enguterothrix crinipes
Enguterothrix crinipes är en spindelart som beskrevs av Denis 1962. Enguterothrix crinipes ingår i släktet Enguterothrix och familjen täckvävarspindlar.
Artens utbredningsområde är Kongo. Inga underarter finns listade i Catalogue of Life.